# Bahnhof Büderich
Der Bahnhof Büderich ist ein ehemaliger Bahnhof im Ortsteil Büderich der niederrheinischen Kreisstadt Wesel. Er erlangte historische Bedeutung als Trennungsbahnhof der Boxteler Bahn von der Venloer Bahn, war aber nie Schnellzughalt gewesen. Bis 1960 bedienten Reisezüge den Bahnhof. Seit 2012 ist die Betriebsstelle als Anschlussstelle klassifiziert. Es finden ausschließlich Übergabefahrten zum Salzbergwerk Borth statt.

## Lage
Die Betriebsstelle befindet sich etwa einen halben Kilometer südlich der Bauerschaft Gest und einen Kilometer südwestlich des Weseler Ortsteils Büderich. Die Gleise verlaufen von Nordost nach Südwest. Die Zufahrt erfolgt über die Bahnhofstraße, die westlich von der Gindericher Straße abgeht.

## Geschichte
Die Cöln-Mindener Eisenbahn-Gesellschaft (CME) eröffnete am 31. Dezember 1874 den Abschnitt Wesel – Rheinbrücke – Venlo der Hamburg-Venloer Bahn. Der Bau des westlichsten Abschnittes dieser Strecke  kam erst zustande, nachdem die niederländische Noord-Brabantsch-Duitsche Spoorweg-Maatschappij (Nordbrabant-Deutsche Eisenbahn-Gesellschaft; NBDS/NBDE) 1867 ihre Planungen für eine internationale Fernbahn von Boxtel nach Kleve vorstellte. Die NBDS änderte 1869 ihre Pläne dahingehend, dass die Bahn auf Wesel zulaufen und beide Gesellschaften die Rheinbrücke nutzen sollten. Dreieinhalb Jahre nach der Venloer Bahn nahm die NBDS ihre Strecke am 1. Juli 1878 in Betrieb. Die Trennung beider Strecken erfolgte in der gleichzeitig eröffneten Abzweigstelle Gest. Diese war angesichts der eingleisigen Streckenführung mit einer Weiche und drei Blocksignalen ausgestattet.
Bereits während des Streckenbaus bemühten die Lokalpolitiker um einen Bahnanschluss Büderichs. Die CME wies das Vorhaben mit der geringen Rendite der Strecke ab. Nach der Verstaatlichung der Gesellschaft 1880 griffen die Politiker das Vorhaben wieder auf und wurden in ihren Absichten bestätigt. Nachdem die Gemeinde Büderich das nötige Gelände an die zuständige Königliche Eisenbahn-Direction Cöln rechtsrheinisch unentgeltlich abtrat, konnte der Bau beginnen. Am 15. Oktober 1881 waren die Arbeiten abgeschlossen. Die Abzweigstelle wurde betrieblich zum Bahnhof, die Bezeichnung änderte sich in Büderich. Der Bahnhof verfügte über ein eingeschossiges Empfangsgebäude in Fachwerkbauweise auf der Nordseite, Bahnsteige und eine Ladestraße auf der Südseite. Die Strecken trennten sich anfangs noch hinter dem Bahnhof (von Wesel kommend). Am 1. April 1895 kam es zur Neuordnung der Direktionen der Preußischen Staatseisenbahnen. Der Bahnhof Büderich fiel damit in den Zuständigkeitsbereich der KED Münster. Ab dem 1. April 1899 war die KED Essen zuständig. Die Venloer Bahn westlich von Büderich fiel 1905 an die KED Cöln.
In den Jahren 1899/1900 baute die KED Essen den Streckenabschnitt von Wesel nach Büderich zweigleisig aus. Vermutlich fand zeitgleich auch ein Umbau des Bahnhofs statt. Die Trennung der beiden Strecken wurde vor den Bahnhof verlegt, sodass die durchgehenden Hauptgleise direkt in die Boxteler Bahn mündeten. Die Züge der Venloer Bahn fuhren auf dem abzweigenden Strang. Hinter Büderich verliefen beide Strecken weiterhin eingleisig.
Mit Ausbruch des Ersten Weltkriegs kam der internationale Verkehr zwischen dem Deutschen Reich und den Niederlanden zum Erliegen. Die NBDS geriet dadurch in eine schwere Krise, infolge derer sie die Betriebsführung ab 1919 teilweise der Maatschappij tot Exploitatie van Staatsspoorwegen (Staatsspoorwegen; SS) überließ. 1922 meldete die NBDS Konkurs an. Die 1920 gegründete Deutsche Reichsbahn übernahm am 1. Februar 1925 die Betriebsführung für den deutschen Streckenteil und war ab dem 1. Juli 1925 auch dessen Eigentümer. Mit der Übernahme wurde gleichzeitig die Grenze zwischen den Reichsbahndirektionen Essen und Köln vom Kilometer 50,0 der Venloer Bahn zum Kilometer 46,3 verlegt. Der Bahnhof Büderich lag damit vollständig innerhalb der RBD Köln. Zur Vereinfachung der Betriebsführung war die Boxteler Bahn seit 1924 als Nebenbahn klassifiziert. Zwei Jahre zuvor scheiterte die Reichsbahn mit dem gleichen Anliegen für die Venloer Bahn.
Als weitere Folge des Kriegs besetzten ab Februar 1919 belgische und französische Truppen den linken Niederrhein und den Brückenkopf Wesel. Der Verkehr über die Rheinbrücke wurde mit Ausnahme der Verbindung von Wesel nach Boxtel, die vor allem zum Abtransport von Reparationsgütern diente, eingestellt. Züge von und nach Venlo endeten in Büderich. Nach der Ruhrbesetzung im Januar 1923 rief die Reichsregierung zum passiven Widerstand auf, woraufhin die Reichsbahner den Betrieb zwischen Büderich und Venlo einstellten. Die Besatzungsmächte betrieben daraufhin die verbliebenen Strecken in Eigenregie. Im Herbst 1924 gaben sie Büderich an die Reichsbahn zurück, der Kontrollpunkt auf der Rheinbrücke entfiel ab dem 21. Oktober 1924. Ab dem 15. November 1924 nahm die Reichsbahn den Zugverkehr von Büderich nach Venlo wieder auf.
Etwa 1926 nahmen die Deutschen Solvay-Werke die Werksbahn zum Salzbergwerk Borth in Betrieb. Der südliche Endpunkt befand sich am Rheinhafen Ossenberg. Der Großteil des geförderten Salzes wurde über den Hafen versandt, lediglich ein geringer Teil von 6,1 Prozent (Stand: 1928) lief über Büderich. Die Gleise der Werkbahn lagen südlich der Ladestraße und waren über zwei Verbindungen am Ost- und Westkopf des Bahnhofs mit dem Netz der Reichsbahn verbunden. Ein weiterer Anschluss bestand zu dieser Zeit zu einer nördlich des Bahnhofs gelegenen Ziegelei.
Im Frühjahr 1945 nahmen die Angriffe auf das Bahnhofsumfeld zu. Die Boxteler Bahn wurde mit dem schrittweisen Rückzug der Wehrmacht aufgegeben und die Strecke im Abstand von jeweils 100 Metern systematisch zerstört. Gleiches betraf die Venloer Bahn westlich von Büderich. Das Empfangsgebäude wurde bei den Kampfhandlungen vollständig zerstört. Der durchgehende Verkehr nach Wesel war mit der Sprengung der Rheinbrücke am Morgen des 10. März 1945 nicht mehr möglich. Etwa zwei Wochen später setzten die Alliierten am 23. März auf die rechte Rheinseite über. Nach der Befreiung Wesels errichteten sie eine Behelfsbrücke über den Rhein bei Fort Blücher. Da die Brücke selbst nur eingleisig war, wurde zwischen Büderich und Menzelen West zusätzlich ein zweites Gleis verlegt, um die Kapazität zu steigern. Am 9. April 1945 ging die Brücke in Betrieb, sie diente in erster Linie den Versorgungszügen der Alliierten. Die Brücke war bis etwa Anfang 1946 in Betrieb.
Der zivile Personenverkehr wurde am 10. Februar 1946 wieder aufgenommen. Eine Wiederinbetriebnahme der Boxteler Bahn fand nicht statt. Die Rheinbrücke wurde ebenso, trotz Begehrens der Stadt Wesel, nicht wiederhergestellt.
Im Jahr 1949 wurde das zweite Streckengleis nach Menzelen West wieder abgebaut, etwa zeitgleich fand die Umwidmung der Strecke in eine Nebenbahn statt. Zwischen 1951 und 1953 nahm die Deutsche Bundesbahn den Haltepunkt Büderich Ost in Betrieb. Dieser befand sich etwa 700 Meter östlich des Bahnhofs am Bahnübergang Gindericher Straße. Trotz der Inbetriebnahme des Haltepunkts und die Umstellung der lokbespannten Personenzüge auf Schienenbusse beantragte die Bundesbahn 1957 die Stilllegung der Venloer Bahn. In der Folge stellte sie am 29. Mai 1960 den Personenverkehr zwischen Büderich Ost und Geldern ein. Bis 1961 fuhr jedoch noch ein Güterzug mit angehängtem Personenwagen von Büderich nach Bönninghardt.
Sieben Jahre nach dem Personenverkehr kam auch das Aus für den Güterverkehr auf der Venloer Bahn. Die BD Köln zog in der Folge sämtliches Personal vom Bahnhof ab. Ebenso erfolgte ein Rückbau der Gleisanlagen, praktisch ist nur noch das westliche Anschlussgleis vorhanden. Nach der Stilllegung von Büderich als Gütertarifpunkt für den öffentlichen Verkehr verblieb einzig die Bedienung des Anschlusses zum Salzbergwerk Borth. Nach der Einstellung des Güterverkehrs in Xanten und Kleve stellte Büderich im Jahr 2007 den nördlichsten Gütertarifpunkt auf der linken Rheinseite dar. Im Jahr 2014 wurde der Anschluss nur noch sporadisch bedient. Am 14. Mai 2019 genehmigte das Eisenbahn-Bundesamt die Stilllegung der Strecke 2517 Alpen Awanst – Büderich.

## Aufbau

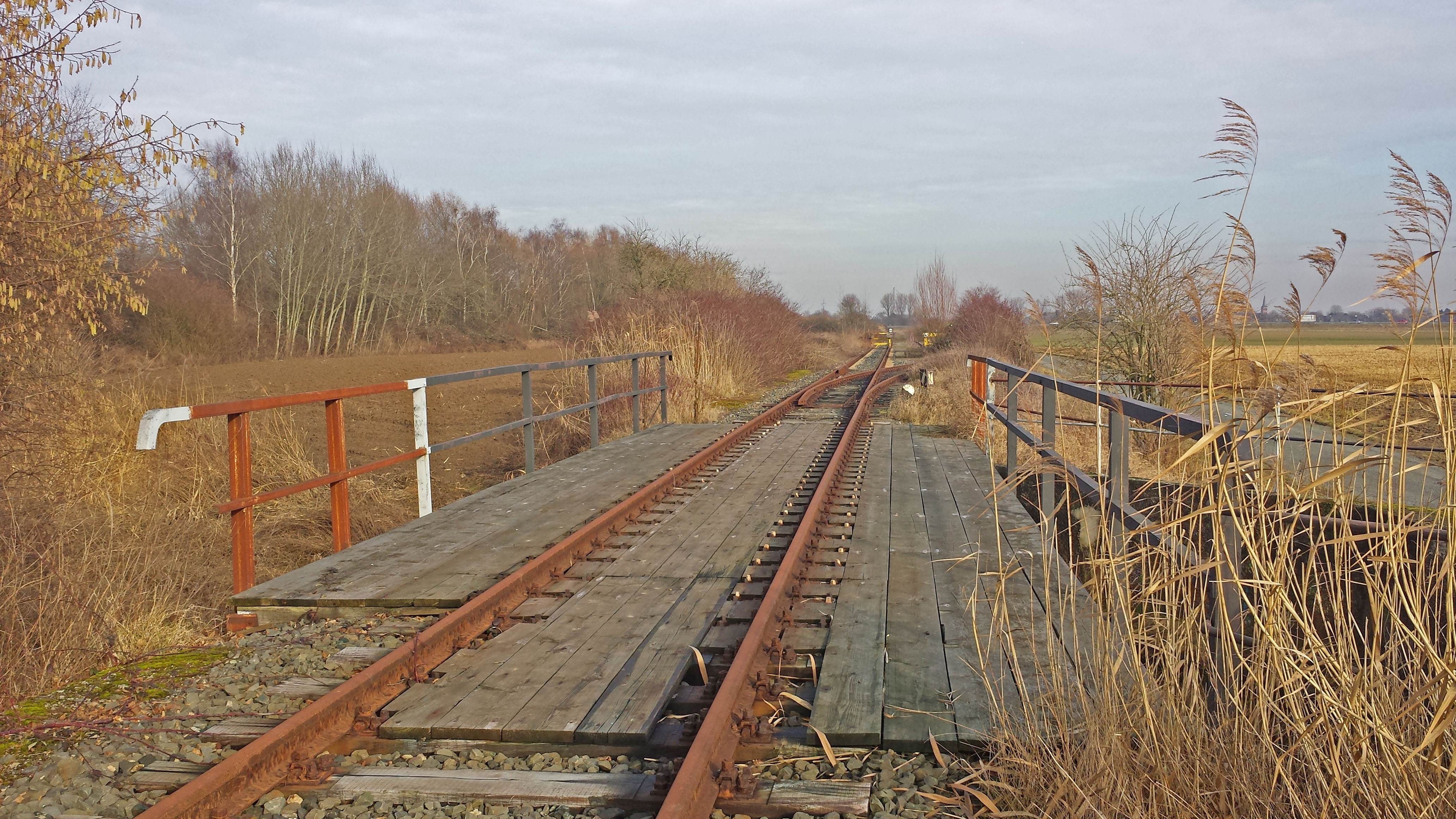
Ehemaliger Gleisanschluss des Salzbergwerks Borth, 2017. Die Hauptgleise der Venloer Bahn verliefen entlang der Baumreihe am linken Bildrand.

Der Bahnhof wies zwischen den beiden Weltkriegen seine größte Ausdehnung auf. Von Wesel kommend verlief die Venloer Bahn zweigleisig auf den Bahnhof zu. Das Einfahrsignal stand östlich der Gindericher Straße, unmittelbar westlich des Bahnübergangs befand sich der Anfang der 1950er Jahre eröffnete Haltepunkt Büderich Ost. Parallel zum Einfahrabschnitt befand sich auf der Südseite ein Ausziehgleis. Der Bahnhof war mit fünf Hauptgleisen, einem Ladegleis und zwei weiteren Nebengleisen sowie drei Gleisanschlüssen ausgestattet. Die Streckengleise aus Wesel mündeten direkt in die Boxteler Bahn, um den Zügen dieser Relation eine schnelle Durchfahrt zu ermöglichen. Züge der Venloer Bahn fuhren hingegen auf dem abzweigenden Strang.
Das Empfangsgebäude befand sich nordwestlich der Gleise. Der eingeschossige Fachwerkbau war bis mindestens 1969 noch vorhanden, ist aber mittlerweile abgerissen worden. Gleis 1 war mit einem Hausbahnsteig ausgestattet, der Zwischenbahnsteig an Gleis 2 war über einen Reisendenübergang von Gleis 1 zu erreichen. Gleis 3 und 4 auf der Venloer Seite teilten sich einen Mittelbahnsteig. Gleis 5 diente als Kreuzungs- und Überholgleis, das benachbarte Gleis 6 diente als Freiladegleis, die Ladestraße verlief parallel hierzu. Da ein Überqueren der Boxteler Gleise auf Grund der Durchfahrten untersagt war, war der Mittelbahnsteig über eine Fußgängerbrücke mit dem Empfangsgebäude und der Ladestraße verbunden. Zwei weitere kurze Ladegleise mit angeschlossener Laderampe befanden sich nördlich des Empfangsgebäudes. Nach der Stilllegung der Boxteler Bahn wurden die Gleise 1 und 2 in westlicher Richtung ebenfalls an die Venloer Bahn angeschlossen.
Vor dem Empfangsgebäude zweigte das Anschlussgleis der Niederrheinischen Kiesbaggerei und Dampfziegelei ab. Der Gleisanschluss war vermutlich bis in die 1960er Jahre in Betrieb. Die Werkbahn der Solvay-Werke war über zwei Gleisverbindungen am Ost- und Westkopf an den Bahnhof angeschlossen und verlief südlich der Ladestraße. Nach dem Rückbau der übrigen Bahnanlagen ist das westliche Anschlussgleis zur Werkbahn der einzige verbliebene Überrest des ehemaligen Bahnhofs.

## Personenverkehr
Büderich wurde ab 1881 zunächst von acht Personenzugpaaren bedient, jeweils vier Zugpaare der preußischen Staatsbahn zwischen Haltern, Wesel und Venlo und der NBDS zwischen Wesel und Boxtel. Bis zum Ausbruch des Ersten Weltkrieges stieg die Anzahl auf sechs Zugpaare auf der Boxteler Bahn und sieben Zugpaare auf der Venloer Bahn an. Trotz seiner betrieblichen Bedeutung als Trennungsbahnhof war Büderich nie Halt von Schnellzügen.
Kriegsbedingt kam es ab August 1914 zur Ausdünnung des Fahrplans, dessen Folgen bis in die 1920er Jahre hineinreichten. Der Schnellzugverkehr kam fast vollständig zum Erliegen, 1923 verkehrte letztmals ein Schnellzug über die Boxteler Bahn nach Vlissingen. 1926 verkehrten auf beiden Strecken wieder täglich sechs Zugpaare. Die auf die Venloer Bahn übergehenden Züge begannen nun mit Ausnahme von zwei Zugpaaren in Wesel und endeten in Geldern. Hinzu kam werktags ein weiteres Zugpaar in den Frühstunden zwischen Wesel und Geldern. Bis zum Sommer 1939 weitete die Reichsbahn das Angebot nach Geldern auf zehn Zugpaare aus, auf die Boxteler Bahn nach Goch kamen acht Zugpaare.
Der erste Nachkriegsfahrplan vom 10. Februar 1946 sah werktags drei Zugpaare zwischen Büderich, Menzelen West, Moers und Krefeld Hbf vor, an Sonntagen fuhr nur ein Zug. Mit der weiteren Inbetriebnahme der Venloer Bahn reduzierte sich zunächst das Angebot ab dem 6. Januar 1947 auf zwei Züge nach und vier Züge von Geldern (sonntags ein bzw. zwei Züge), da die von Krefeld kommenden Züge in schon in Menzelen West umsetzten. Die Boxteler Bahn blieb in ihrem östlichen Abschnitt ab Büderich stillgelegt. Bis Sommer 1950 weitete die Bundesbahn das Angebot auf zehn werktägliche Zugpaare (sonntags sechs) zwischen Büderich und Geldern aus. Bereits zum Sommer 1953 wurde das Angebot wieder reduziert, es verkehrten täglich sieben Zugpaare ab Büderich, von denen fünf im kurz zuvor eröffneten Haltepunkt Büderich Ost endeten. Nach der Antragstellung auf Stilllegung beim Landesverkehrsministerium im Jahr 1958 reduzierte die Bundesbahn das Angebot weiter bis auf ein einziges Zugpaar in den Abendstunden und setzte ansonsten auf Bahnbusse. Zugleich verwies sie lokale Busunternehmen auf ihre Linienkonzessionen und untersagte ihnen die Einrichtung parallel verlaufender Linien. Am 29. Mai 1960 wurde das verbliebene Zugpaar ebenfalls eingestellt. Bis zum Frühjahr 1961 fuhr noch inoffiziell ein Güterzug mit angehängtem Personenwagen von Büderich nach Bönninghardt, die Strecke ist seitdem ohne Personenverkehr.